# Angel's voice
angel's voice é o nono álbum de estúdio de Masami Okui, lançado como um mini-álbum. Foi lançado em 22 de novembro de 2002 pela King Records e possui sete faixas.

## Produção
Este álbum é uma coleção de músicas natalinas e de inverno, e inclui músicas a cappella.

## Recepção
O álbum ficou duas semanas no Oricon Albums Chart, chegando à 67ª posição.
O CD Journal disse que "o álbum pode ser visto como uma homenagem a Yumi Matsutoya, de quem Okui foi backvocal nos anos 90, já que transmite o desejo de conectar o mundo através da música." Também pontua que o talento da cantora continua a desaflorar.

## Faixas
| N.º            | Título                                   | Letras         | Música          | Arranjo        | Duração |  |
| 1.             | "Introduction ~Maria~"                   | M. Okui        | M. Okui         | M. Okui        | 1:32    |  |
| 2.             | "White Season"                           | M. Okui        | M. Okui         | Hiroshi Uesugi | 5:18    |  |
| 3.             | "Sanctuary"                              | M. Okui        | Kenjiro Sakiya  | K. Sakiya      | 6:00    |  |
| 4.             | "ANGEL'S VOICE"                          | M. Okui        | Kenji Hayashida | H. Uesugi      | 4:41    |  |
| 5.             | "Tabibito"                               | M. Okui        | M. Okui         | Ryou Yoshimata | 5:22    |  |
| 6.             | "2 years"                                | M. Okui        | YAMACHI         | YAMACHI        | 5:03    |  |
| 7.             | "Tsuki no Kyuujitsu Kutsushita wo Katta" | M. Okui        | Monta           | H. Uesugi      | 6:04    |  |
| Duração total: | Duração total:                           | Duração total: | Duração total:  | Duração total: | 33:59   |  |